# 山貝涌口村
山貝涌口（英語：Shan Pui Chung Hau Tsuen）是一條位於香港元朗區十八鄉的鄉村。

## 行政區劃
山貝涌口為十八鄉鄉事委員會的鄉村代表之一。在區議會選舉劃分上，該村為十八鄉北選區的一部份（2019年）。

## 外部連結
- 居民代表選舉山貝涌口（一）（十八鄉）的劃定現有鄉村範圍（2019－2022年） （页面存档备份，存于）
- 居民代表選舉山貝涌口（二）（十八鄉）的劃定現有鄉村範圍（2019－2022年） （页面存档备份，存于）

22°27′13″N 114°01′50″E / 22.453747°N 114.030670°E